# Año Internacional del Turismo
1967  fue proclamado Año Internacional del Turismo por la Asamblea General de las Naciones Unidas mediante la resolución 2148 (XXI) aprobada el 4 de noviembre de 1966. Este año conmemorativo tuvo como objetivo principal destacar la relevancia del turismo como una actividad humana fundamental, enfatizando su capacidad para promover la comprensión entre los pueblos, mejorar el conocimiento del patrimonio cultural de diversas civilizaciones y fortalecer la paz mundial.

## Actividades y Alcance
Durante 1967, se llevaron a cabo iniciativas en cooperación con la Unión Internacional de Organismos Oficiales de Turismo para fomentar el turismo hacia los países en desarrollo. Los Estados miembros y organizaciones internacionales gubernamentales y no gubernamentales colaboraron en programas que priorizaban el turismo como una herramienta educativa, cultural, económica y social. Se promovió la implementación de medidas para mejorar las infraestructuras turísticas y la sensibilización sobre los valores culturales y una mayor cooperación internacional.
El financiamiento de las actividadesprevistas dependió de los recursos existentes, complementado con contribuciones adicionales de organizaciones interesadas. Además, se programaron reportes que evaluaron los resultados del Año Internacional del Turismo y su impacto en la promoción turística hacia países en desarrollo.